# Discografie van Boef
Hieronder volgt de discografie van de Algerijns-Franse rapper Boef, met name zijn albums en zijn nummers met een notering in een hitlijst. 

## Albums
| Album              | Verschijnen      | Label     | Hitlijsten | Hitlijsten | Hitlijsten | Hitlijsten | Opmerkingen                                                   |
| Album              | Verschijnen      | Label     | BE (VL)    | BE (VL)    | NL         | NL         | Opmerkingen                                                   |
| Album              | Verschijnen      | Label     | Piek       | Weken      | Piek       | Weken      | Opmerkingen                                                   |
| ------------------ | ---------------- | --------- | ---------- | ---------- | ---------- | ---------- | ------------------------------------------------------------- |
| Gewoon Boef        | 23 februari 2016 | Zonamo    | 26         | 13         | 4          | 54         | Studioalbum                                                   |
| Slaaptekort        | 17 maart 2017    | Trifecta  | 3          | 185        | 1 (5 wkn)  | 204        | Studioalbum / Driemaal platina in Nederland en goud in België |
| 93                 | 21 december 2018 | Trifecta  | 2          | 93         | 1 (5 wkn)  | 74         | Studioalbum / Platina in Nederland                            |
| Allemaal een droom | 10 juli 2020     | Boefmusic | 2          | 53         | 1 (4 wkn)  | 93         | Studioalbum / Platina in Nederland                            |
| Luxeprobleem       | 17 februari 2023 | Boefmusic | 3          | 51         | 1 (2 wkn)  | 41         | Studioalbum / Platina in Nederland                            |

## Nummers met hitnotering
| Lied                                                                                 | Verschijnen       | Album                                                            | Hitlijsten | Hitlijsten | Hitlijsten  | Hitlijsten  | Hitlijsten   | Hitlijsten   | Opmerkingen                                  |
| Lied                                                                                 | Verschijnen       | Album                                                            | BE (VL)    | BE (VL)    | NL (Top 40) | NL (Top 40) | NL (Top 100) | NL (Top 100) | Opmerkingen                                  |
| Lied                                                                                 | Verschijnen       | Album                                                            | Piek       | Weken      | Piek        | Weken       | Piek         | Weken        | Opmerkingen                                  |
| ------------------------------------------------------------------------------------ | ----------------- | ---------------------------------------------------------------- | ---------- | ---------- | ----------- | ----------- | ------------ | ------------ | -------------------------------------------- |
| Een klein beetje geluk (met Ali B en Sevn Alias)                                     | 22 januari 2016   | Een klein beetje geluk (van Ali B)                               | —          | —          | tip14       | —           | 58           | 5            | Goud in Nederland                            |
| Lauw                                                                                 | 23 februari 2016  | Gewoon Boef                                                      | tip        | —          | —           | —           | 35           | 26           | Platina in Nederland                         |
| Hosselen                                                                             | 23 februari 2016  | Gewoon Boef                                                      | tip        | —          | —           | —           | 38           | 9            | Goud in Nederland                            |
| Niet eens zo (met Lijpe)                                                             | 23 februari 2016  | Gewoon Boef                                                      | —          | —          | —           | —           | 78           | 2            |                                              |
| Gevangenis                                                                           | 23 februari 2016  | Gewoon Boef                                                      | —          | —          | —           | —           | 86           | 2            |                                              |
| Sinds toen                                                                           | 23 februari 2016  | Gewoon Boef                                                      | —          | —          | —           | —           | 95           | 1            |                                              |
| Als jij langsloopt (met Gers Pardoel)                                                | 10 juni 2016      | —                                                                | tip21      | —          | —           | —           | —            | —            |                                              |
| Niet van mij alleen (met Mafe)                                                       | 1 juli 2016       | —                                                                | —          | —          | tip8        | —           | 69           | 13           | Goud in Nederland                            |
| Salut (met Gio, Bollebof en Justice Toch)                                            | 15 juli 2016      | —                                                                | —          | —          | —           | —           | 76           | 10           | Goud in Nederland                            |
| Drugs (met Zack Ink)                                                                 | 7 oktober 2016    | —                                                                | —          | —          | —           | —           | 91           | 1            |                                              |
| Overal (met F1rstman en DJ Youss-F)                                                  | 4 november 2016   | —                                                                | tip        | —          | 19          | 13          | 7            | 25           | 3× Platina in Nederland                      |
| Niks (met Lijpe)                                                                     | 4 november 2016   | Puna 10 jaar (voor muziekplatform Puna, verschillende artiesten) | —          | —          | —           | —           | 70           | 1            |                                              |
| Paperchase                                                                           | 7 november 2016   | —                                                                | tip        | —          | —           | —           | 27           | 15           | Goud in Nederland                            |
| Muhammad Ali (met Childsplay, Hef, Lijpe en MocroManiac)                             | 18 november 2016  | Zero fucks given (van Childsplay)                                | —          | —          | —           | —           | 95           | 2            | Goud in Nederland                            |
| Tempo (met Jairzinho, Sevn Alias en BKO)                                             | 10 februari 2017  | Gouden plaat (van Jairzinho)                                     | tip25      | —          | 4           | 12          | 2            | 27           | 4× Platina in Nederland                      |
| Range sessie                                                                         | 3 maart 2017      | Slaaptekort                                                      | tip        | —          | —           | —           | 17           | 8            | Platina in Nederland                         |
| Salam (met Soufiane Eddyani)                                                         | 14 maart 2017     | Slaaptekort                                                      | 26         | 3          | 23          | 4           | 3            | 14           | Dubbelplatina in Nederland                   |
| Habiba                                                                               | 17 maart 2017     | Slaaptekort                                                      | 3          | 23         | 3           | 11          | 1 (3 wkn)    | 32           | 5× Platina in Nederland en platina in België |
| Slapend rijk (met Sevn Alias)                                                        | 17 maart 2017     | Slaaptekort                                                      | tip23      | —          | —           | —           | 3            | 32           | 3× Platina in Nederland                      |
| Ik ga weg (met Ali B)                                                                | 17 maart 2017     | Slaaptekort                                                      | tip4       | —          | —           | —           | 5            | 14           | Dubbelplatina in Nederland                   |
| Wejoow (met Lil' Kleine)                                                             | 17 maart 2017     | Slaaptekort                                                      | —          | —          | —           | —           | 6            | 14           | Platina in Nederland                         |
| Kangoeroe                                                                            | 17 maart 2017     | Slaaptekort                                                      | —          | —          | —           | —           | 9            | 6            | Goud in Nederland                            |
| Werken                                                                               | 17 maart 2017     | Slaaptekort                                                      | —          | —          | —           | —           | 10           | 6            | Goud in Nederland                            |
| Speciaal (met Ronnie Flex)                                                           | 17 maart 2017     | Slaaptekort                                                      | —          | —          | —           | —           | 11           | 5            | Goud in Nederland                            |
| Beckham                                                                              | 17 maart 2017     | Slaaptekort                                                      | —          | —          | —           | —           | 12           | 4            | Goud in Nederland                            |
| Fetty Wap (met Para Mocro)                                                           | 17 maart 2017     | Slaaptekort                                                      | —          | —          | —           | —           | 13           | 6            | Goud in Nederland                            |
| Cocaïne                                                                              | 17 maart 2017     | Slaaptekort                                                      | —          | —          | —           | —           | 14           | 6            | Goud in Nederland                            |
| Zeg mij                                                                              | 17 maart 2017     | Slaaptekort                                                      | —          | —          | —           | —           | 22           | 4            | Goud in Nederland                            |
| Aslan                                                                                | 17 maart 2017     | Slaaptekort                                                      | —          | —          | —           | —           | 23           | 3            | Goud in Nederland                            |
| Kopzorgen                                                                            | 17 maart 2017     | Slaaptekort                                                      | —          | —          | —           | —           | 24           | 4            | Goud in Nederland                            |
| Slecht blijft                                                                        | 17 maart 2017     | Slaaptekort                                                      | —          | —          | —           | —           | 25           | 4            | Goud in Nederland                            |
| Wie praat die gaat (met Lijpe en Ismo)                                               | 17 maart 2017     | —                                                                | tip        | —          | —           | —           | 13           | 6            | Goud in Nederland                            |
| Betaal mij (met Josylvio)                                                            | 28 april 2017     | 2 gezichten (van Josylvio)                                       | —          | —          | —           | —           | 50           | 3            | Goud in Nederland                            |
| Come again (met Ronnie Flex)                                                         | 10 mei 2017       | Rémi (van Ronnie Flex)                                           | tip30      | —          | 2           | 13          | 2            | 37           | 4× Platina in Nederland                      |
| Krantenwijk (met Lil' Kleine)                                                        | 23 juni 2017      | Alleen (van Lil' Kleine)                                         | 4          | 21         | 4           | 13          | 1 (5 wkn)    | 43           | 7× Platina in Nederland en platina in België |
| Hope & Pray (met SFB en Lijpe)                                                       | 7 juli 2017       | 77 nachten (van SFB)                                             | —          | —          | —           | —           | 20           | 6            | Goud in Nederland                            |
| Money voor mij (met Kosso en Ali B)                                                  | 7 juli 2017       | Nooit te laat (van Kosso)                                        | —          | —          | —           | —           | 74           | 1            |                                              |
| Voy a bailar (met Ali B, Rolf Sanchez en RedOne)                                     | 28 juli 2017      | —                                                                | —          | —          | 9           | 15          | 13           | 18           | Dubbelplatina in Nederland                   |
| Patsergedrag (met Sevn Alias en Lil' Kleine)                                         | 29 september 2017 | Picasso (van Sevn Alias)                                         | 21         | 19         | 9           | 12          | 1 (4 wkn)    | 29           | 3× Platina in Nederland en goud in België    |
| Geen regrets (met Jonna Fraser)                                                      | 27 oktober 2017   | Blessed II (van Jonna Fraser)                                    | —          | —          | —           | —           | 18           | 3            |                                              |
| Op me monnie (met Frenna)                                                            | 30 november 2017  | —                                                                | tip        | —          | tip7        | —           | 2            | 11           | Goud in Nederland                            |
| Littekens                                                                            | 1 december 2017   | —                                                                | tip        | —          | —           | —           | 21           | 7            |                                              |
| Interessant (met Kippie)                                                             | 1 december 2017   | Geen regels (van Kippie)                                         | —          | —          | —           | —           | 84           | 1            | Goud in Nederland                            |
| Balmain (met JoeyAK en Idaly)                                                        | 7 januari 2018    | Luitenant (van JoeyAK)                                           | —          | —          | —           | —           | 47           | 4            |                                              |
| Antwoord                                                                             | 22 januari 2018   | —                                                                | 25         | 3          | tip1        | —           | 1 (1 wk)     | 12           | Platina in Nederland                         |
| Slow down (met Dimitri Vegas & Like Mike, Quintino, Ronnie Flex, Ali B en I Am Aisha | 26 januari 2018   | —                                                                | 14         | 12         | 18          | 9           | 2            | 18           | Dubbelplatina in Nederland en goud in België |
| Sofiane                                                                              | 30 januari 2018   | 93                                                               | 23         | 3          | tip3        | —           | 1 (2 wkn)    | 12           | Platina in Nederland                         |
| Je body (met Kevin)                                                                  | 30 maart 2018     | Lente (van Kevin)                                                | —          | —          | —           | —           | 41           | 2            |                                              |
| Draai het om                                                                         | 4 mei 2018        | —                                                                | tip10      | —          | 18          | 7           | 3            | 14           | Platina in Nederland                         |
| Hola (met L'Algérino)                                                                | 15 juni 2018      | International (van L'Algérino)                                   | tip        | —          | —           | —           | 35           | 2            |                                              |
| Drama (met Bizzey)                                                                   | 22 juni 2018      | —                                                                | tip5       | —          | tip4        | —           | 1 (3 wkn)    | 34           | Platina in Nederland                         |
| Lit (met SBMG)                                                                       | 22 juni 2018      | Metro 53 (van SBMG)                                              | tip27      | —          | tip2        | —           | 2            | 24           | Platina in Nederland                         |
| Miljonair (met $hirak, SBMG, Lil' Kleine en Ronnie Flex)                             | 13 juli 2018      | —                                                                | 25         | 10         | 6           | 12          | 1 (4 wkn)    | 30           | MNM-Big Hit / Dubbelplatina in Nederland     |
| Spectakel (met Ali B en Ronnie Flex)                                                 | 28 september 2018 | —                                                                | tip        | —          | —           | —           | 55           | 2            |                                              |
| Ratata                                                                               | 4 oktober 2018    | 93                                                               | 41         | 1          | tip1        | —           | 3            | 12           | Goud in Nederland                            |
| Freestyle (met Bokoesam)                                                             | 19 oktober 2018   | Nachtvlinder (van Bokoesam)                                      | —          | —          | —           | —           | 97           | 1            |                                              |
| Speciaal (met Frenna, Madam Julie en Kaeh)                                           | 24 oktober 2018   | Francis (van Frenna)                                             | tip11      | —          | tip2        | —           | 1 (1 wk)     | 29           | Platina in Nederland                         |
| Rolls sessie                                                                         | 23 november 2018  | 93                                                               | 26         | 1          | —           | —           | 5            | 9            | Goud in Nederland                            |
| Terug naar toen (met Lijpe)                                                          | 21 december 2018  | 93                                                               | tip4       | —          | tip1        | —           | 5            | 8            | Goud in Nederland                            |
| SVP (met JoeyAK, Young Ellens en Sevn Alias)                                         | 21 december 2018  | 93                                                               | tip10      | —          | —           | —           | 6            | 9            | Goud in Nederland                            |
| Gucci pet                                                                            | 21 december 2018  | 93                                                               | —          | —          | —           | —           | 12           | 5            |                                              |
| Streetlife                                                                           | 21 december 2018  | 93                                                               | —          | —          | —           | —           | 23           | 3            |                                              |
| Vergrootglas                                                                         | 21 december 2018  | 93                                                               | —          | —          | —           | —           | 28           | 2            |                                              |
| Schilderij                                                                           | 11 januari 2019   | 93                                                               | —          | —          | —           | —           | 17           | 3            |                                              |
| Moeilijke som                                                                        | 11 januari 2019   | 93                                                               | —          | —          | —           | —           | 27           | 2            |                                              |
| Hete tijden                                                                          | 11 januari 2019   | 93                                                               | —          | —          | —           | —           | 41           | 1            |                                              |
| Sneaky money (met Ali B en Chivv)                                                    | 8 februari 2019   | —                                                                | tip        | —          | tip10       | —           | 18           | 7            |                                              |
| Allang al niet meer                                                                  | 5 april 2019      | —                                                                | 45         | 1          | tip12       | —           | 1 (1 wk)     | 5            | Goud in Nederland                            |
| Dom (met Sevn Alias)                                                                 | 19 april 2019     | —                                                                | tip        | —          | —           | —           | 19           | 4            |                                              |
| Quote (met Djezja)                                                                   | 15 april 2019     | —                                                                | tip        | —          | —           | —           | 71           | 1            |                                              |
| Guap (met Dopebwoy)                                                                  | 14 juni 2019      | —                                                                | 47         | 2          | tip1        | —           | 1 (1 wk)     | 19           | Platina in Nederland                         |
| TikTok (met Dopebwoy en SRNO)                                                        | 28 juni 2019      | Forever lit (van Dopebwoy)                                       | tip7       | —          | tip4        | —           | 2            | 16           | Platina in Nederland                         |
| Als het fout gaat (met Lijpe)                                                        | 12 juli 2019      | Fastlife (van Lijpe)                                             | tip29      | —          | tip6        | —           | 15           | 4            |                                              |
| Kofferbak (met Chivv)                                                                | 13 december 2019  | —                                                                | tip11      | —          | tip15       | —           | 7            | 5            |                                              |
| Nu heb ik paper (met Glades en Lijpe)                                                | 26 december 2019  | —                                                                | tip21      | —          | tip14       | —           | 17           | 4            |                                              |
| Memories                                                                             | 10 januari 2020   | —                                                                | tip4       | —          | tip8        | —           | 4            | 7            | Goud in Nederland                            |
| Ooit groot (met Djaga Djaga en Lijpe)                                                | 13 maart 2020     | Chakutu (van Djaga Djaga)                                        | —          | —          | —           | —           | 63           | 1            |                                              |
| Quarantaine sessie #1                                                                | 22 maart 2020     | —                                                                | tip        | —          | tip22       | —           | 41           | 4            |                                              |
| Afrika (met Chivv)                                                                   | 22 mei 2020       | Un4gettable Nights (van Chivv)                                   | —          | —          | —           | —           | 44           | 7            |                                              |
| Treinstation                                                                         | 29 mei 2020       | Allemaal een droom                                               | 48         | 1          | tip4        | —           | 1 (1 wk)     | 6            | Goud in Nederland                            |
| Nooit thuis (met Ashafar)                                                            | 12 juni 2020      | Allemaal een droom                                               | tip11      | —          | 31          | 3           | 1 (1 wk)     | 16           | Goud in Nederland                            |
| Get it all (met Bryan Mg en Henkie T)                                                | 19 juni 2020      | —                                                                | tip        | —          | —           | —           | 14           | 5            | Goud in Nederland                            |
| Tout est bon (met Numidia)                                                           | 3 juli 2020       | Allemaal een droom                                               | 36         | 3          | 13          | 9           | 1 (5 wkn)    | 28           | Dubbelplatina in Nederland                   |
| Vergeten (met Bilal Wahib)                                                           | 10 juli 2020      | Allemaal een droom                                               | —          | —          | —           | —           | 2            | 11           | Platina in Nederland                         |
| Champagne papi (met Dopebwoy, 3robi en SRNO)                                         | 28 augustus 2020  | Hoogseizoen (van Dopebwoy)                                       | tip20      | —          | tip2        | —           | 3            | 10           | Goud in Nederland                            |
| Spiritual (met $hirak, Henkie T en ADF Samski)                                       | 11 september 2020 | Talou (van $hirak)                                               | tip        | —          | —           | —           | 21           | 7            | Goud in Nederland                            |
| Latest (met Qlas & Blacka)                                                           | 13 november 2020  | Jongetjes uit Zuid (van Qlas & Blacka)                           | tip        | —          | tip12       | —           | 13           | 11           | Goud in Nederland                            |
| Quarantaine sessie #2 (met 3robi)                                                    | 4 december 2020   | —                                                                | tip21      | —          | —           | —           | 15           | 2            |                                              |
| Quarantaine sessie #3                                                                | 13 maart 2021     | —                                                                | tip31      | —          | —           | —           | 26           | 2            |                                              |
| 10 keer (met Jonna Fraser)                                                           | 26 maart 2021     | —                                                                | —          | —          | —           | —           | 42           | 3            |                                              |
| Tot laat (met Ashafar en SRNO)                                                       | 10 september 2021 | Etappes (van Ashafar)                                            | —          | —          | tip20       | —           | 19           | 5            |                                              |
| Push it (met $hirak en Bilal Wahib)                                                  | 4 november 2021   | Talou (van $hirak)                                               | —          | —          | —           | —           | 53           | 1            |                                              |
| Domme invest (met Chivv en Dopebwoy)                                                 | 12 november 2021  | —                                                                | —          | —          | tip8        | —           | 27           | 3            |                                              |
| Monaco (met Dopebwoy en SRNO)                                                        | 28 januari 2022   | Turbulentie (van Dopebwoy)                                       | —          | —          | —           | —           | 26           | 5            |                                              |
| Als je bij me blijft (met $hirak, Cristian D, Bilal Wahib en Ronnie Flex)            | 12 mei 2022       | —                                                                | 42         | 1          | tip6        | —           | 2            | 18           | Platina in Nederland                         |
| Excuseer                                                                             | 29 mei 2022       | —                                                                | —          | —          | —           | —           | 21           | 3            |                                              |
| Flexxen (met Numidia, Cristian D en Diquenza)                                        | 28 juli 2022      | —                                                                | —          | —          | tip3        | —           | 11           | 13           | Goud in Nederland                            |
| Did a lotta shit (met Mario Cash)                                                    | 2 september 2022  | Underrated (van Mario Cash)                                      | —          | —          | —           | —           | 53           | 1            |                                              |
| Ik zweer het (met Zack Ink en Paramocro)                                             | 2 september 2022  | Eigen richting (van Zack Ink)                                    | —          | —          | —           | —           | 98           | 1            |                                              |
| Jongen van de straat (met Cor en Mula B)                                             | 9 september 2022  | Met liefde uit de wijk (van Cor)                                 | —          | —          | —           | —           | 41           | 1            |                                              |
| Chance pakken (met Glades en Lijpe)                                                  | 23 september 2022 | —                                                                | —          | —          | —           | —           | 38           | 2            |                                              |
| Ff ademen jij                                                                        | 17 november 2022  | Luxeprobleem                                                     | 49         | 1          | tip6        | —           | 3            | 8            |                                              |
| Voor het kiezen                                                                      | 1 december 2022   | Luxeprobleem                                                     | —          | —          | —           | —           | 54           | 1            |                                              |
| Probleem (met Cristian D)                                                            | 5 januari 2023    | Luxeprobleem                                                     | 34         | 4          | tip2        | —           | 1 (2 wkn)    | 20           | Goud in Nederland                            |
| Natte sokken (met KA)                                                                | 26 januari 2023   | Luxeprobleem                                                     | —          | —          | tip16       | —           | 10           | 3            |                                              |
| Herinnering (met Lil' Kleine)                                                        | 9 februari 2023   | Luxeprobleem                                                     | 23         | 3          | 12          | 6           | 1 (2 wkn)    | 16           | Goud in Nederland                            |
| Rovers (met Lijpe en Djaga Djaga)                                                    | 16 februari 2023  | Luxeprobleem                                                     | —          | —          | —           | —           | 10           | 1            |                                              |
| Al die dagen (met Ronnie Flex)                                                       | 16 februari 2023  | Luxeprobleem                                                     | —          | —          | —           | —           | 50           | 2            |                                              |
| Pornstar martini (met $hirak, Cristian D en Lil' Kleine)                             | 26 mei 2023       | —                                                                | 45         | 3          | 19          | 5           | 1 (1 wk)     | 18           | Goud in Nederland                            |
| AMG (met Josylvio en $hirak)                                                         | 7 juli 2023       | —                                                                | —          | —          | tip4        | —           | 6            | 6            |                                              |
| Schakelen (met Djaga Djaga, Lijpe en Josylvio)                                       | 27 oktober 2023   | Beschadigd (van Djaga Djaga)                                     | —          | —          | tip7        | —           | 11           | 4            |                                              |
| Champions League (met Flemming)                                                      | 10 november 2023  | —                                                                | —          | —          | 11          | 16          | 9            | 17           |                                              |
| Werkpaarden (met Gladen, Lijpe en 3robi)                                             | 9 februari 2024   | —                                                                | —          | —          | —           | —           | 25           | 2            |                                              |